# Fuqing
Fuqing is een stad in de oostelijke provincie Fujian, Volksrepubliek China. Bij de volkstelling van 2020 had de stad 744.774 inwoners. Fuqing is een satellietstad van Fuzhou.